# Bruning (Nebraska)
Bruning je selo u američkoj saveznoj državi Nebraska. Prema popisu stanovništva iz 2010. u njemu je živjelo 279 stanovnika.